# Otto Busse (Landrat)
Otto Busse (* 20. Oktober 1896 in Sundwig; † 18. November 1967 in Iserlohn) war ein deutscher Landwirt und Landrat zur Zeit des Nationalsozialismus. Im deutsch besetzten Polen war Busse als Kreishauptmann tätig.

## Leben
Busse absolvierte seine Schullaufbahn am Realgymnasium Bernburg. Ab 1915 nahm er am Ersten Weltkrieg als Soldat teil und wurde mit dem Eisernen Kreuz II. Klasse ausgezeichnet. Nach der Entlassung aus der Armee absolvierte er eine Landwirtschaftslehre und begann ein Landwirtschaftsstudium an den Universitäten Halle und Berlin, das er jedoch nicht abschloss. Danach betätigte er sich als Landwirt in seiner Heimat sowie in Paraguay und Argentinien und wurde 1924 schließlich Besitzer des Gutes Barenwinkel, Gemeinde Schivelbein, Kreis Belgard, Pommern. Der NSDAP trat er zum 1. Oktober 1930 bei (Mitgliedsnummer 347.179). Zudem betätigte er sich als Ortsgruppenleiter. Ende Juni 1933 wurde Busse vertretungsweise Landrat im Landkreis Belgard. Ab Januar 1934 bekleidete er diesen Posten offiziell. Nach der Absetzung des Gauleiters Wilhelm Karpenstein wurde auch er im Januar 1935 durch dessen Nachfolger  Franz Schwede-Coburg aus dem Amt entfernt.
Nach Ausbruch des Zweiten Weltkrieges nahm Busse am Polen- und danach am Frankreichfeldzug teil. Busse bewarb sich für eine Verwendung im besetzten Polen. Er wurde aber nicht in der ehemaligen Provinz Posen, sondern im Generalgouvernement eingesetzt. Nach der Entlassung aus der Wehrmacht als Hauptmann der Reserve amtierte er ab dem 12. März 1941 als Kreishauptmann in Hrubieszów im Distrikt Lublin. Diese Funktion übte er bis zum Einmarsch der Roten Armee in dieses Gebiet im Juli 1944 aus.
Busse ließ in seinem Bezirk Juden in Vernichtungslager deportieren und Treibjagden auf Juden mit Beilen veranstalteten. Am 22. Oktober 1942 veröffentlichte Busse folgenden Aufruf:
„1. Jeder Einwohner ist verpflichtet, wenn er einen Juden trifft, denselben sofort der nächsten Polizeidienststelle zu übergeben. 2. Wer einen Juden unterbringt, verpflegt oder ihm anderweitig weiterhilft, wird mit dem Tode bestraft.“
In der Endphase des Zweiten Weltkrieges wurde Busse zum Volkssturm eingezogen.
Nach dem Ende des Zweiten Weltkrieges lebte er in Eckernförde und wurde nach einem Spruchkammerverfahren als Mitläufer entnazifiziert. Später übte er den Beruf eines Kaufmannes aus. Mit Beginn der 1960er Jahre wurde von der Staatsanwaltschaft Hildesheim gegen Busse ermittelt. Busse beging nach dem Antrag der Staatsanwaltschaft auf Eröffnung der Hauptverhandlung Suizid.